# 普雷里森特 (伊利諾伊州)
普雷里森特（英語：Prairie Center）是位於美國伊利諾伊州拉薩爾縣的一個非建制地區。該地的面積和人口皆未知。

## 地理
普雷里森特的座標為41°28′08″N 88°56′04″W / 41.46889°N 88.93444°W，而該地的平均海拔高度為205米（即673英尺）。